# C12orf60
C12orf60 (англ. Chromosome 12 open reading frame 60) – білок, який кодується однойменним геном, розташованим у людей на короткому плечі 12-ї хромосоми. Довжина поліпептидного ланцюга білка становить 245 амінокислот, а молекулярна маса — 27 626.
| 10         |  | 20         |  | 30         |  | 40         |  | 50         |
| ---------- |  | ---------- |  | ---------- |  | ---------- |  | ---------- |
| MSSESEKDKE |  | RLIQAAKMFF |  | FHVQDLASVI |  | NTLTELFSRS |  | MNTQILLMAV |
| KNNSYIKDFF |  | EQMLKIFKEM |  | QSVVDARHDK |  | IQKESLCSKV |  | AMAMCSVVQK |
| STNVEELHQS |  | AKEVFKSAHT |  | PVIISVLNSS |  | NILGSLESSL |  | SHLMKFPIMN |
| LQLSDFYTED |  | TKEQSDVTTS |  | ERTRSPPGSS |  | KTTMIDTLKK |  | LQDVLKTEDS |
| KNPTKSAADL |  | LEQIVKAMGP |  | ILEILQKAIK |  | TMEMNISVFK |  | KASDK      |

A: Аланін

C: Цистеїн

D: Аспарагінова кислота

E: Глутамінова кислота

F: Фенілаланін

G: Гліцин

H: Гістидин

I: Ізолейцин

K: Лізин

L: Лейцин

M: Метіонін

N: Аспарагін

P: Пролін

Q: Глутамін

R: Аргінін

S: Серин

T: Треонін

V: Валін